# Campus Norrköping

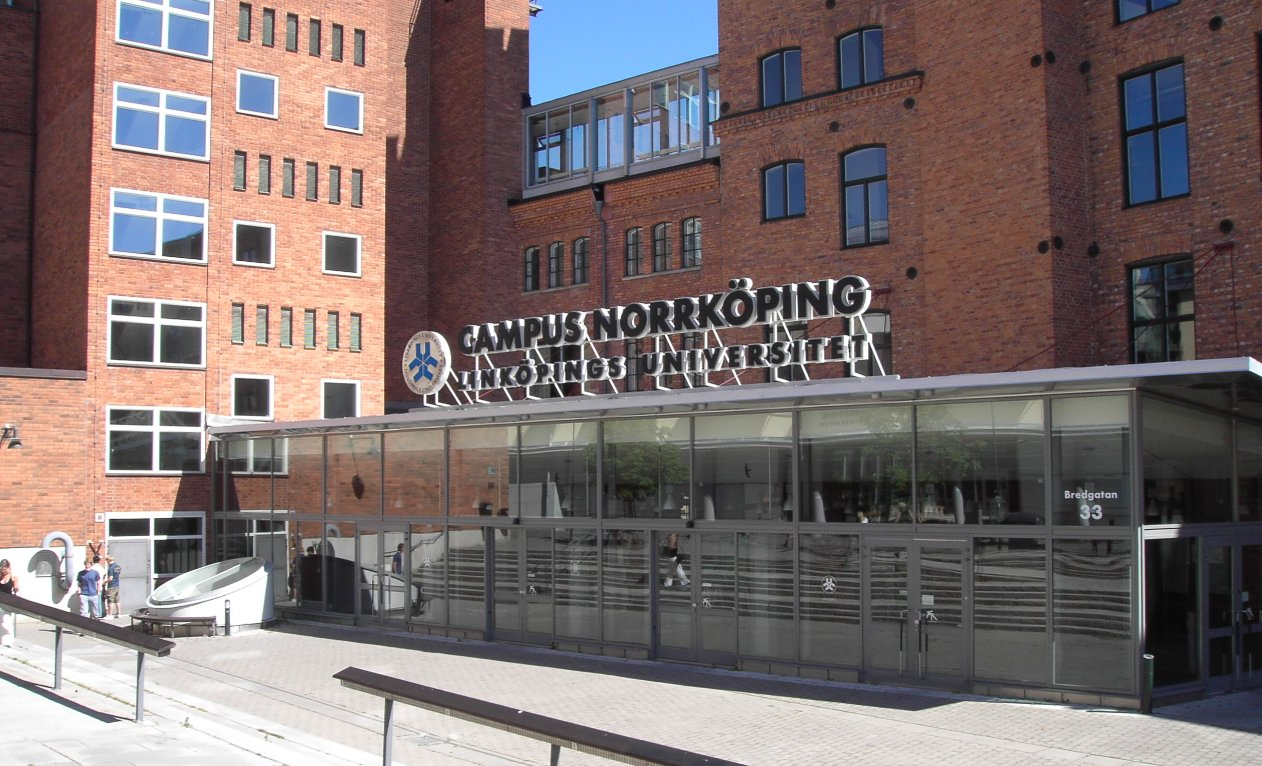
Ingången till Campus Norrköping i den f.d. Ericsson-fabriken

Campus Norrköping ligger i Norrköping och är ett av Linköpings universitets fyra campus. Området ligger centralt i staden och sträcker sig från Kriminalvårdsanstalten via gamla Ericssonfabriken ned till Skvallertorget samt från Laxholmen och runt Holmentorget.

## Universitetslokaler
- Kåkenhus rymmer externa relationer, studerandeexpeditionerna, Universitetsbiblioteket, LiU-IT, restaurang, butik samt flera större föreläsningssalar, lektionssalar och läsplatser. En utbyggnad av Kåkenhus slutfördes under början av 2009, bland annat innehållande Campus Norrköpings hittills största föreläsningssal. Sedan sommaren 2008 rymmer även Kåkenhus verksamhet för den medicinsk och filosofiska fakulteten samt Clinicum. Kåkenhus inrymmer även kårhusverksamheten Trappan, som under 2020 flyttade från en separat byggnad.[1]

Institutionen för tematisk forskning bedriver forskning samt grundutbildningen miljövetarprogrammet i dessa lokaler.
- Täppan används främst av tekniska fakulteten, här finns även ett mindre studentfik.

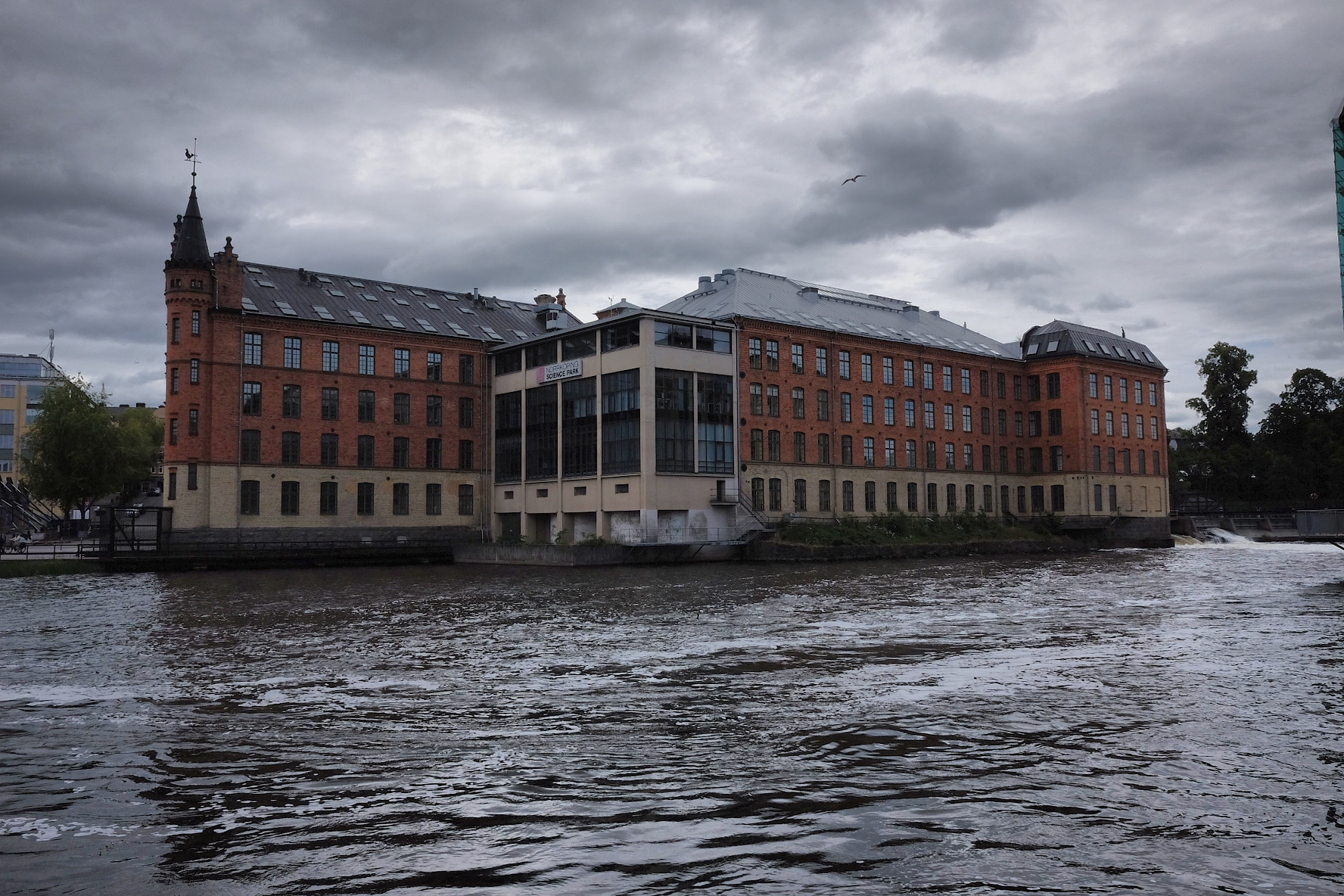
Norrköping Science Park.

- Nya Spetsen delas av teknisk och filosofisk fakultet, med labbutrymmen för programmen Kultur, Samhälle, Mediegestaltning samt Samhälls- och Kulturanalys.
- Kopparhammarens lokaler används bland annat av avdelningen Medie- och Informationsteknik (MIT) samt avdelningen för Kultur och Samhälle (Tema Q). Här finns även Norrköpings Visualiseringscenter C, ett samarbetsprojekt mellan Linköpings universitet, Norrköpings kommun, Norrköping Science Park och Interactive Institute. Kopparhammaren består av 3 hus, där hus G1 och G2 innehåller kontor, labbutrymmen, konferensrum och utställningar samt en restaurang medan Hus 29 innehåller en dom (där "fulldome video" och realtidsprogram kan projiceras). Kopparhammaren ersätter de tidigare fastigheterna Gropen, Bomullsspinneriet och Gamla Spetsen vilka universitetet har lämnat.

På campusområdet finns även kårhuset Trappan. I dessa lokaler finns mestadels studentdriven verksamhet som kårexpeditionerna men även Studenthälsan.

## Utbildningsprogram
De utbildningsprogram som ges vid Campus Norrköping är bland annat:
- Arbetsterapeutprogrammet, 180 hp
- Civilingenjör i elektronikdesign, 300 hp
- Civilingenjör i kommunikation, transport och samhälle, 300 hp
- Civilingenjör i medieteknik, 300 hp
- Flygtransport och logistik, 180 hp
- Grafisk design och kommunikation, 180 hp
- Högskoleingenjör i byggnadsteknik, 180 hp
- Kultur, samhälle, mediegestaltning, 180 hp (Numera: Kommunikation, samhälle, medieproduktion, 180 hp)
- Lärarprogrammet, 270 hp
- Miljövetarprogrammet, 180 hp
- Sjuksköterskeprogrammet, 180 hp
- Socionomprogrammet, 210 hp
- Samhälls- och kulturanalysprogrammet, 180 hp
- Samhällets Logistik, 180 hp
- Globala studier av kultur och samhälle, 180hp

## Studentboenden
Campus Norrköpings studentboenden är samlade i 13 fastigheter, varav de flesta är belägna i nära anslutning till campus. Huvudsakligen rör det sig om korridorboenden, kompletterade av ett mindre antal studentlägenheter.
Det kommunala studentbostadsbolaget Studentbo är den största fastighetsägaren, men ombesörjer även uthyrning och fastighetsskötsel på uppdrag av tre privata fastighetsbolag. 
I samband med att Industrilandskapet fräschades upp inför Campus Norrköpings öppnande genomgick även flera av de fastigheter som idag är studentboenden omfattande renoveringar. Bland fastigheterna kan särskilt nämnas Vattentornet. Inrättat i ett av Sveriges äldsta bevarade vattentorn var det ett av de första boendena i sitt slag och den rundade husformen påverkar de arkitektoniska lösningarna för husets 62 studentlägenheter. Vattentornet rymmer en av Norrköpings två studentpubar, vilken även utgjort modell för en studentpub i Linköping. Omnämnas bör även fastigheterna Täppan, belägna vägg i vägg med undervisningslokalerna med samma namn och Gripen, en av de mer centrala studentbostäderna.